# Enrique Ramos Fernández
Enrique Ramos Fernández (1911, Lugo, Galícia - després de 1982) fou un advocat i jutge espanyol que participà en la Guerra Civil espanyola en el bàndol dels revoltats i que ocupà el càrrec de governador civil de les Illes Balears.
Ramos estudià dret i participà com alferes de complement, i com a tinent a partir de l'abril de 1937, en la Guerra Civil destinat al Regiment Saragossa núm. 30. Fou jutge municipal i degà dels jutges de Barcelona. Presidí el Tribunal d'Ampar de l'Organització Sindical, inspector provincial del Moviment, vicesecretari provincial d'Obres Sindicals i subcap provincial del Moviment de Barcelona des del 1966. Assolí el grau de tinent coronel del cos de mutilats de guerra. El 1970 fou nomenat Delegat Nacional de Províncies. Fou president de la Confederació Nacional d'Entitats de Previsió i de la Caixa de Pensions per a la Vellesa i Estalvi de Barcelona (La Caixa). Entre 1972 i 1974 fou governador civil de les Illes Balears. Era fiscal i jutge de districte de Barcelona quan es jubilà el 1979.